# 亮賢居

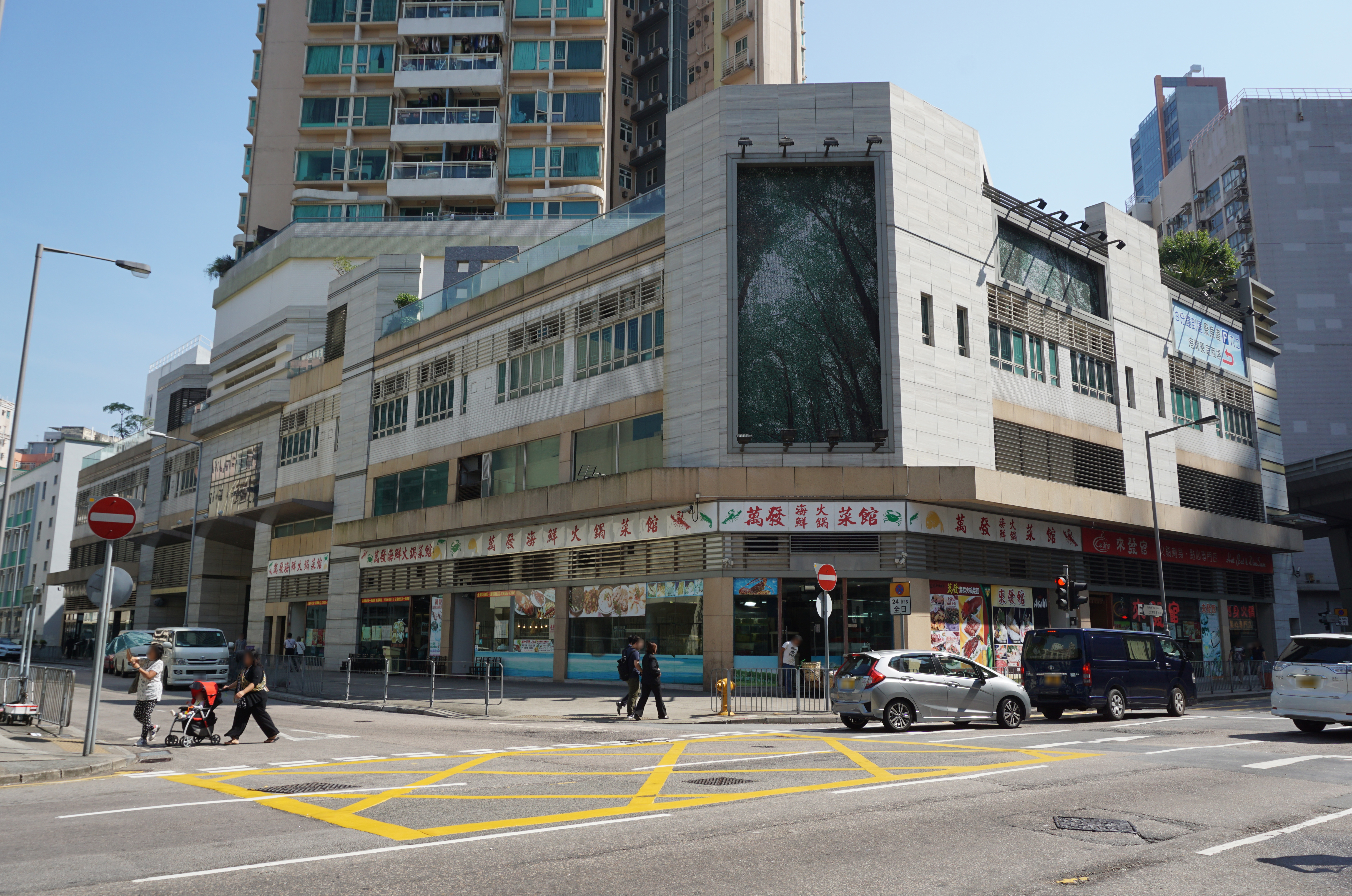
亮賢居基座

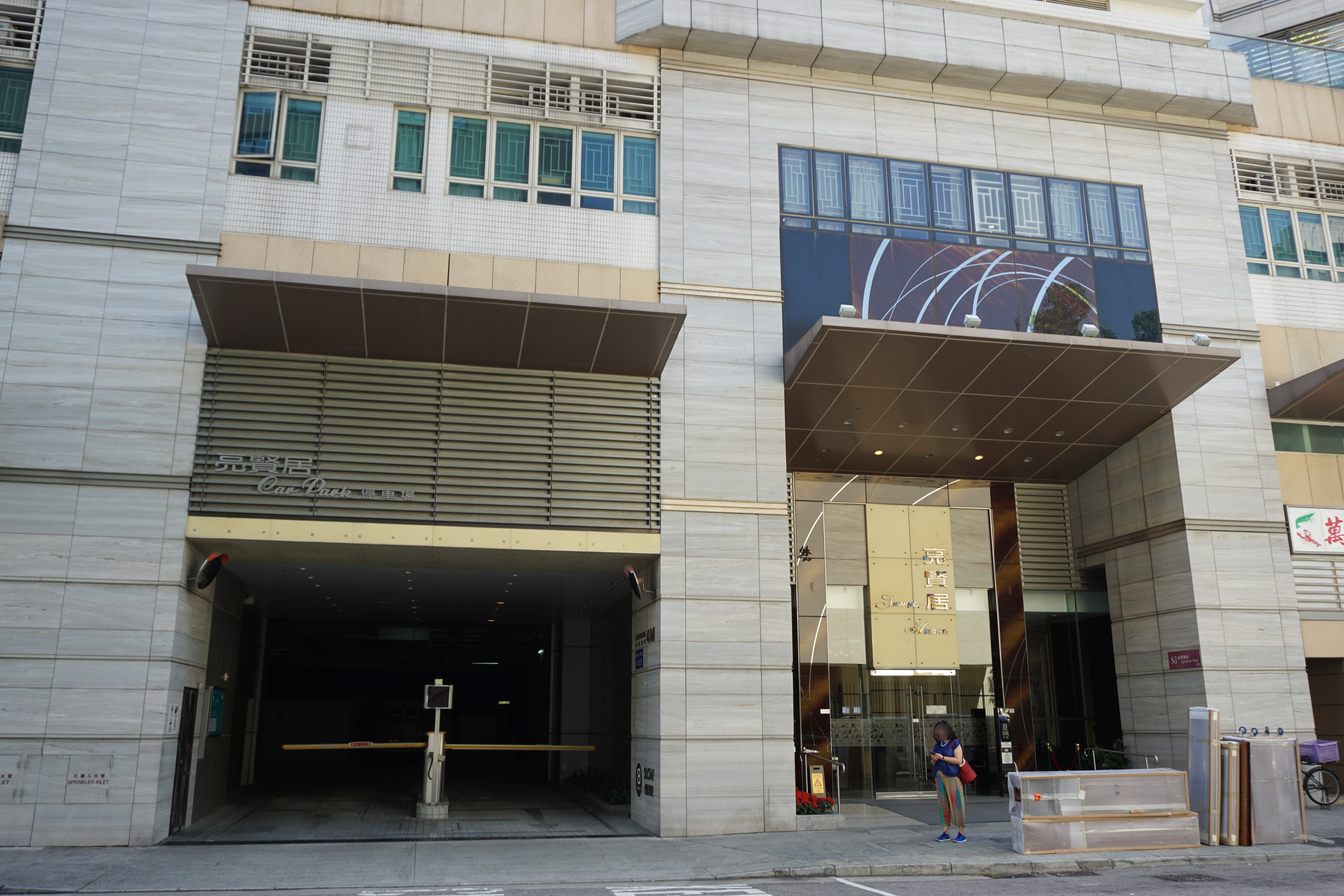
亮賢居停車場及住客入口

亮賢居（英語：Shining Heights）是位於香港九龍大角咀詩歌舞街83號的單幢式住宅，前身為香港油蔴地小輪員工宿舍，發展商為恒基兆業及香港小輪，管理公司為偉邦物業管理，2009年11月25日啟用。大部份單位可享維多利亞港海港景色或深水埗景色及九龍群山山景，中低層單位則望大角咀工廠景及高架道路西九龍走廊。

## 屋苑規劃
屋苑樓高51層，提供348個單位，平面圖可見大廈設計呈展翅狀。標準樓層每層設8伙，當中6伙屬兩房戶型，但面積均逾700平方呎。標準3房單位，則全屬1,100平方呎設計，除主人套房外，廚房內均設多用途房。
物業最高數層闢作「行政樓層」，單位用料及配套較低層單位高級外，並設有1,600至2,100方呎的相連大戶。此批特色大戶的樓底達11呎5吋至15呎7吋高。「亮全城」複式大戶位處頂層59、60樓，面積達3,431至4,445平方呎，附連佔地950至1,200平方呎的私家天台花園以及按摩浴池。
此外，屋苑選用的廚櫃家電系列，是恒基系樓盤之冠，成本較嘉亨灣至少高出40％。當中智能家居設備總投資約5,000萬至6,000萬元，普通單位每戶設施投資總值約15萬元，行政樓層每戶逾30萬元。亮賢居示範單位設於尖沙咀美麗華商場3樓。

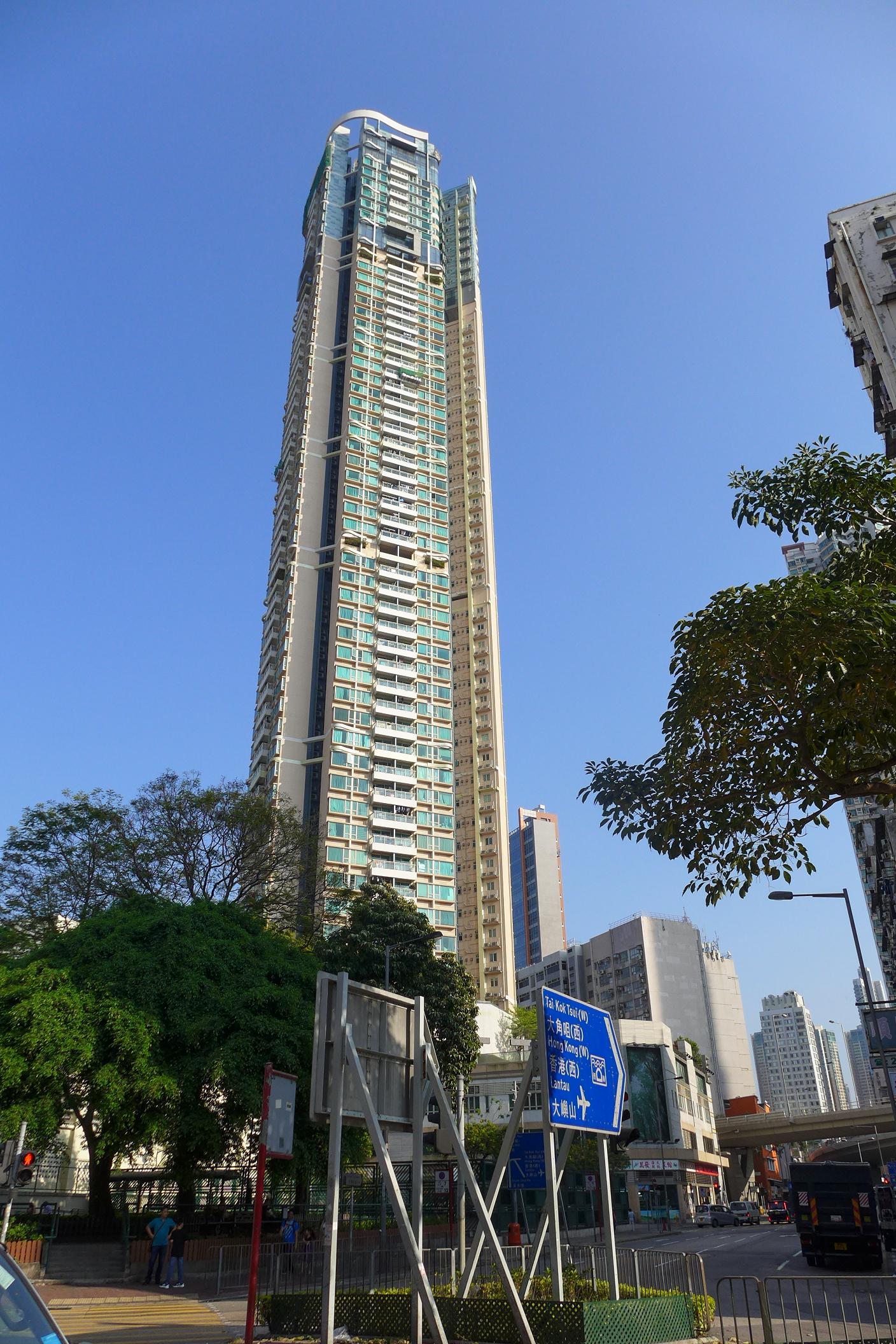
從海壇街遠眺亮賢居
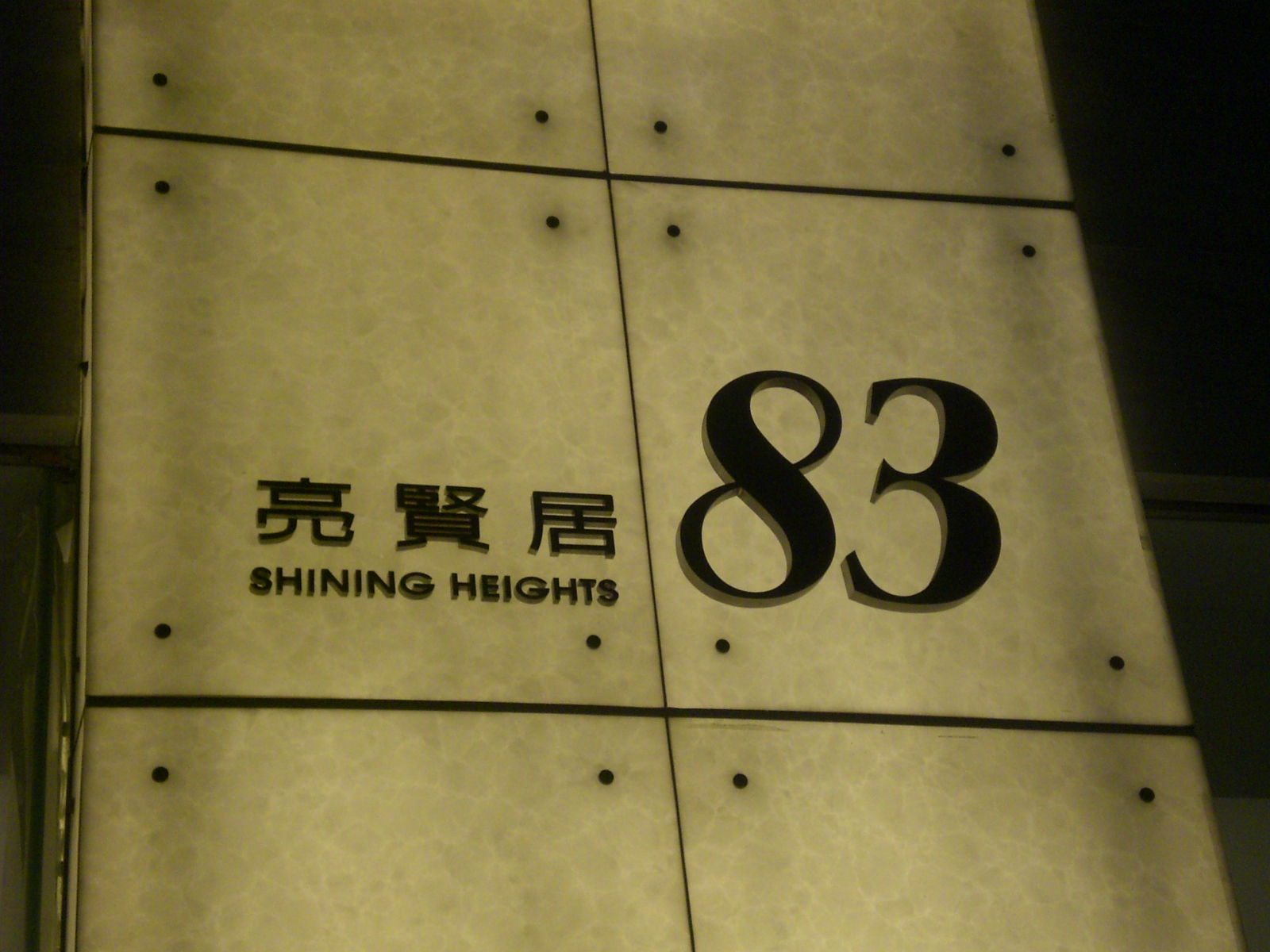
亮賢居位於詩歌舞街83號

## 會所
亮賢居住客會所Club Vantage以Urban Resort作主題，面積達54,000平方呎，位於2及3樓的Relax Zone設有區內罕有的42米長戶外游泳池、卡拉OK室、燒烤場及兒童遊樂場等，設施多達30餘項；而位於51樓的空中會所Sky Club離地550呎，內設星夜宴會廳、維港健身室及空中水療閣等，戶外景致盡收眼簾。
亮賢居入口以酒店式設計，樓底高逾16呎，並為住客度身訂造「巨星級」的管理服務，打造精品豪宅概念。

## 居住環境
屋苑位於大角咀，附近主要為學校、球場、公園、舊公務員宿舍和單幢樓等，附近也有工廠大廈、市政大樓、公共設施及商場等。旁為西九龍走廊的高架天橋，部分低層單位預計將受汽車聲浪影響。

## 鄰近地標
- 港灣豪庭
- 鮮魚行學校
- 聖芳濟書院
- 保良局莊啟程預科書院
- 世界龍岡學校劉皇發中學

## 交通
屋苑在地理上實際座落於四個港鐵車站之間，分別是荃灣綫與觀塘綫太子站、荃灣綫深水埗站、東涌綫奧運站以及東涌綫與屯馬綫南昌站，距離每個站有約600米至1公里的直線距離，步行約需時10至20分鐘。

## 外部連結
- 亮賢居官方網頁 （页面存档备份，存于）